# Point-Pelee-Nationalpark
Der in der kanadischen Provinz Ontario gelegene Point-Pelee-Nationalpark (französisch Parc national du Canada de la Pointe-Pelée, englisch Point Pelee National Park of Canada) wurde 1918 gegründet und ist damit einer der 10 ältesten Nationalparks in Kanada. Bei dem Park im Essex County handelt es sich um ein Schutzgebiet der IUCN-Kategorie II (Nationalpark), welcher von Parks Canada, einer Crown Agency (Bundesbehörde), verwaltet wird.
Der Park liegt auf einer Landzunge im Eriesee. Diese Landzunge ist der südlichste Zipfel des kanadischen Festlandes. Zum Park gehört, seit dem Jahr 2000, auch Middle Island, welches der südlichste Punkt des kanadischen Staatsgebiets ist.
Im Mai 1987 wurde hier, mit einer Fläche von 1.564 ha, das Ramsar-Feuchtgebiet „Point Pelee“ ausgewiesen.
2006 wurden 2000 Hektar (20 km²), Nationalpark und Umfeld, als Dark Sky Preserve (Lichtschutzgebiet, Point Pelee Dark Sky Preserve) ausgewiesen.
Point Pelee ist für seine zahlreichen (Zug-)Vogel- und Schmetterlingsarten sowie die reiche Vegetation bekannt. Außerdem gibt es den „Marsh Boardwalk“, einen Rundweg auf Brettern durch das Marschland, auf dem man Libellen, Frösche, Reiher, Schildkröten etc. beobachten kann.
Der Park ist ganzjährig geöffnet.